# Anastasia Kotsjetkova
Anastasia Sergejevna Kotsjetkova (Russisch: Анастасия Сергеевна Кочеткова) (Moskou, 2 juni 1988) is een Russische actrice en zangeres. Ze maakte deel uit van de, in Rusland succesvolle, muziekgroepen Banda en VIP77.